# Kateryna Yushchenko
Kateryna Lohvynivna Yushchenko (en ucraniano: Катерина Логвинівна Ющенко, en ruso: Екатерина Логвиновна Ющенко, (Chiguirín, 8 de diciembre de 1919-15 de agosto de 2001) fue una científica de la computación Ucraniana, miembro de la Academia de Ciencias de la URSS (1976), y miembro de la International Academy of Computer Science. Desarrolló uno de los primeros lenguajes de alto nivel con programación de direcciones indirectas, llamado el Address programming language. Durante su carrera académica Yushchenko supervisó a 45 estudiantes de Ph.D. Algunos reconocimientos de Yushchenko incluyen dos premios USSR State Prize, el premio USSR Council of Ministers, el premio Academician Glushkov, y la Order of Princess Olga. Yushchenko fue la primera mujer en la URSS en convertirse en doctora en física y ciencias matemáticas en programación.

## Trayectoria profesional
En 1955 V.S.Korolyuk y K.L.Yuschenko desarrollaron el "address language", que era un lenguaje basado en dos principios generales para trabajar con computadorasː Locación de memoria y manejo de software. Creando un sistema de conceptos para describir la arquitectura de la computadora y su sistema de instrucciones. Los autores introdujeron el "Address language," que se transformó en el medio para la manipulación de lenguajes de segundo rango.
La creación del "Address language" se convirtió en el primer logro fundamental de la Escuela Científica de Programación Teórica. Estaba muy adelantado con respecto a otros lenguajes de la época como Fortran (1958), Cobol (1959) y Algol (1960). Sus formas y construcciones fueron incluidas en lenguajes modernos. Kateryna Yushchenko, B.V. Gnedenko y V.S. Korolyuk escribieron el primer libro de programación soviético, titulado "The Elements of Programming." El libro fue publicado en 1961 y republicado en 1964. Fue luego traducido al alemán y publicado en la República Democrática Alemana en 1964, y en Hungría y Francia en 1969.